# Società operaia di Cerreto Sannita

La sede sociale nei primi anni del XX secolo.

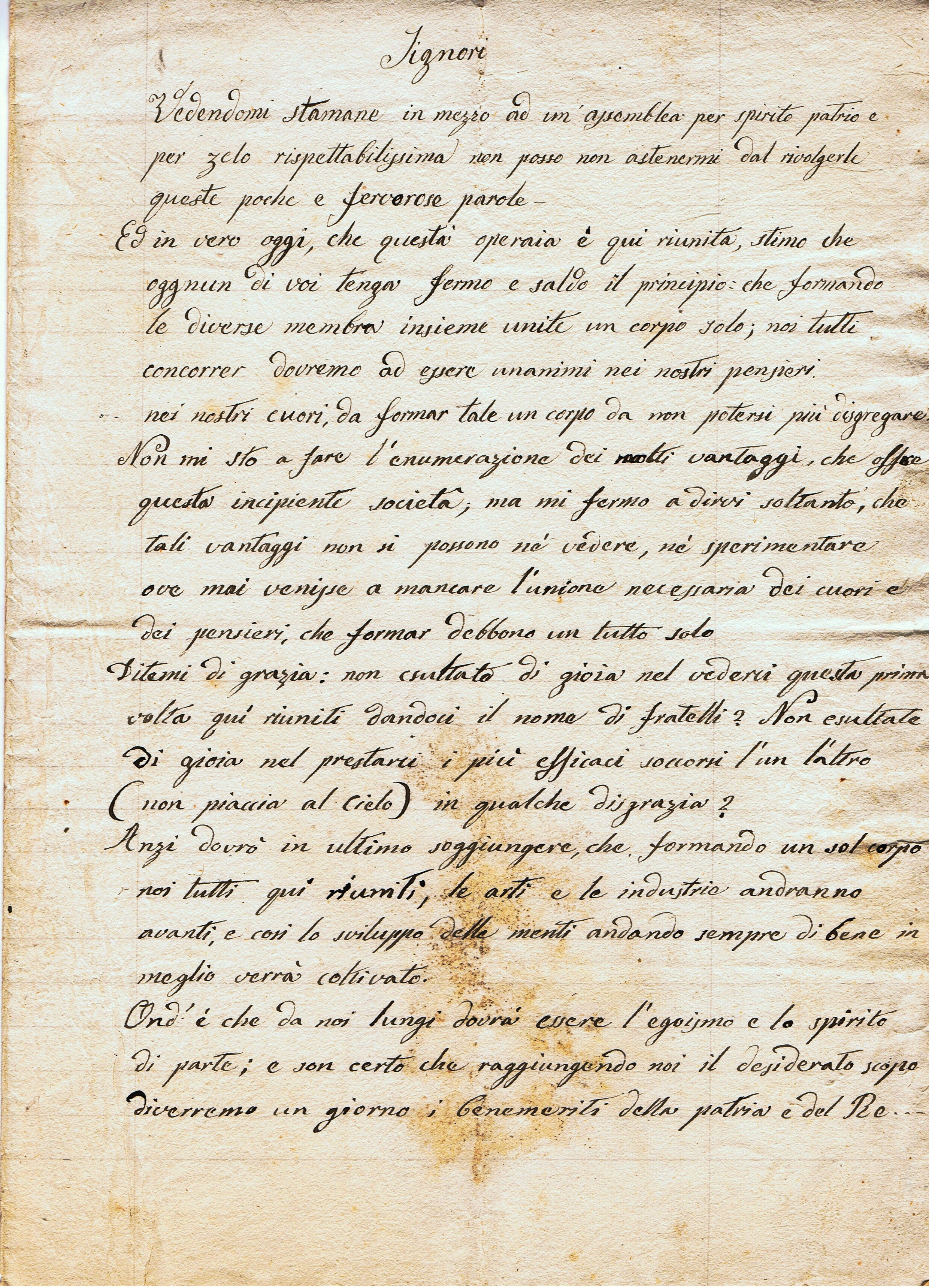
Il discorso del presidente Giuseppe Ciarlelli all'assemblea di inaugurazione (17 agosto 1881).

La Società operaia di Cerreto Sannita, denominata anche Società di Mutuo Soccorso tra gli Operai di Cerreto Sannita, è la più antica associazione cerretese, attiva dal 1881. È anche la più antica Società di mutuo soccorso della Campania ancora oggi esistente dopo quella di Sala Consilina, fondata nel 1867.

## Storia
La Società operaia venne fondata il 3 marzo 1881. La sua costituzione fu promossa dall'On.le Michele Ungaro che il 3 marzo 1881 convocò nel suo palazzo un'assemblea di operai e artigiani cerretesi che approvarono l'atto costitutivo e lo statuto dell'associazione. Il 17 agosto dello stesso anno si tenne l'assemblea di inaugurazione durante la quale intervennero il presidente dell'epoca Giuseppe Ciarlelli e il sottoprefetto di Cerreto Sannita che pronunciò un lungo discorso a sostegno del mutuo soccorso e della politica del governo.
Il sodalizio ebbe sede originariamente nel piano terra di palazzo Mastrobuoni in piazza San Martino per trasferirsi, nel 1885, nell'attuale sede di via Felice Cavallotti.
Durante il fascismo la Società operaia rischiò di essere sciolta come molte altre associazioni consorelle in Italia. Nel 1929 il Segretario politico del fascio cerretese richiese l'uso del salone sociale per un periodo di alcuni mesi. La richiesta venne esaminata nell'assemblea del 30 dicembre dello stesso anno ma a causa della netta contrarietà dei soci e a seguito della nascita di "un disordine indomabile" la riunione fu sciolta. L'assemblea fu riconvocata alcuni giorni dopo alla presenza del podestà Michele Ungaro, nipote del fondatore dell'associazione. Il podestà assicurò i soci che non avrebbe mai permesso che il sodalizio che aveva fondato il nonno fosse stato assorbito nelle organizzazioni fasciste, ottenendo così il via libera dei soci per la concessione del salone.
Nel 1934 il Segretario politico del fascio cerretese chiese di nuovo i locali della Società per adibirli a sede del "Fascio giovanile di combattimento". Egli chiese inoltre: una copia dello statuto sociale, l'elenco dei soci e i nominativi del consiglio di amministrazione chiedendo inoltre di essere avvertito in tempo delle riunioni, delle elezioni e dei soci proposti a ricoprire le cariche sociali. Infine, nel 1940 fu ordinata la mutazione della denominazione originaria in "Dopolavoro della Società operaia di Cerreto Sannita".
Nel 1946 furono eliminate tutte le norme introdotte durante il regime e fu ripristinata la denominazione originaria.
Dal 1960 in poi la Società operaia ha perso la sua funzione originaria di mutuo soccorso diventando una associazione di carattere culturale e di utilità sociale.

## La sede e il telegramma di Garibaldi
La sede della Società operaia si presenta in stile neoclassico secondo il progetto redatto nel 1884 dall'architetto Lorenzo Pilella. Il piano inferiore è costituito da un portico sorretto da cinque colonne in pietra di ordine dorico realizzate da scalpellini cerretesi. Sul portico è sito un ampio loggiato accessibile dal salone del primo piano.
Annesso alla sede è uno spazio verde cinto nel 1900 da una recinzione in ferro battuto realizzata da fabbri locali.
Il 20 giugno 1882 l'On.le Michele Ungaro donò al sodalizio un telegramma autografato dall'Eroe dei due mondi Giuseppe Garibaldi.
Il testo autografo di Garibaldi recita:
V'Aspetto dunque e sono vostro, Giuseppe Garibaldi.

Villa Casilini, 8/4/1876

A Michele Ungaro ROMA»
Nella parte sottostante, scritta dall'Ungaro all'atto della donazione, c'è scritto: "A 20 giugno 1882 dono questo autografo dell'Eroe dei due mondi alla Società di Mutuo Soccorso tra gli operai di Cerreto Sannita, Michele Ungaro" .
Michele Ungaro e Giuseppe Garibaldi si erano conosciuti nel Parlamento italiano dove erano diventati ottimi amici.
Il telegramma è esposto nel salone della sede sociale.